# Dolly Parton
Dolly Rebecca Parton (* 19. ledna 1946 Sevierville, Tennessee, USA) je americká country zpěvačka a skladatelka, herečka a filantropka. Je nositelkou ceny Grammy, na svém kontě má více než 100 miliónů prodaných hudebních nosičů. V roce 2006 byla v Kennedyho centru oceněna za své umělecké dílo a celoživotní přínos pro americkou kulturu.
Přestože od jejího prvního velkého hitu uplynulo už více než padesát let, stále zůstává jednou z nejúspěšnějších country zpěvaček současnosti, za což si také vysloužila přezdívku „Královna country“. Dvacet pět jejích skladeb vystoupalo až na vrchol americké singlové hitparády a 41 jejích alb se umístilo v nejlepší desítce americké hitparády country alb.
Je známá svým charakteristickým sopránem, smyslnou postavou, oblibou okázalých šatů a košilatých anekdot.

## Rodina
Narodila se jako čtvrté dítě z dvanácti sourozenců v Sevierville, Tennessee. Jejími rodiči byli Robert Lee Parton a Avie Lee Owens. Její sourozenci jsou Willadeene Parton (básnířka), David Parton, Denver Parton, Bobby Parton, Stella Parton (zpěvačka), Cassie Parton, Larry Parton (zemřel krátce po narození), Randy Parton (zpěvák), dvojčata Floyd Parton (hudební skladatel) a Freida Parton (zpěvačka), a Rachel Dennison (herečka).

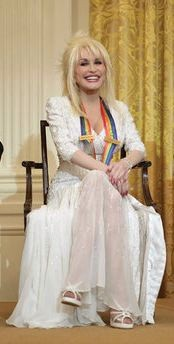
Dolly Parton v roce 2006

Rodina Partonových byla velmi chudá, bydlela ve zpustlé vesnické chatrči s jedinou světnicí poblíž národního parku Great Smoky Mountains, který leží v jižní části Apalačských hor na hranicích států Tennessee a Severní Karolína. Její rodiče byli členy letničního sboru, které je charakteristické hlasitými společnými modlitbami a zpěvem spirituálů za doprovodu hudby. Dolly tak bývala ve svém mládí často ovlivňována atmosférou společného hudebního zážitku. V jednom ze svých interview Dolly poznamenala, že její dědeček byl letničním kazatelem. Dodnes na svých koncertech běžně vystupuje i se spirituály.
Dne 30. května 1966 se jako dvacetiletá, po dvouleté známosti, vdala v Ringgoldu v Georgii za Carla Deana. Dean v té době rozbíhal v Nashvillu obchod s výrobou asfaltu. Carl a Dolly nemají žádné potomky, Dolly je díky množství svých sourozenců vícenásobnou tetou a kmotrou americké herečky a zpěvačky Miley Cyrus.

## Hudební kariéra
Dolly začala už jako devítiletá zpívat na veřejnosti. Zpočátku se jednalo hlavně o vystupování v televizních a rozhlasových programech na lokálních vysílacích kanálech na východě státu Tennessee. Jako třináctiletá nahrála svoje první album u malého místního hudebního vydavatele Goldband, a vystoupila v programu The Grand Ole Opry, který dodnes každý týden v sobotu večer živě (od 18. října 1925) vysílá Nashville! XM Radio na jedenáctém kanále spolu s televizními přenosy na Great American Country network. Den po tomto vystoupení odmaturovala a v roce 1964 se přestěhovala do Nashville.

Svých prvních úspěchů v hudbě dosáhla jako autorka hitů, které nazpívali Hank Williams, Jr. a Skeeter Davis. Koncem roku 1965 podepsala smlouvu s vydavatelem Monument Records jako interpretka hudebního žánru bubblegum pop, nahrála jeden národní hitový singl Happy, Happy Birthday Baby, který se ale do žebříčku Billboard Top 100 nedostal a i její další tehdejší písničky neslavily ve Spojených státech významnější úspěchy.

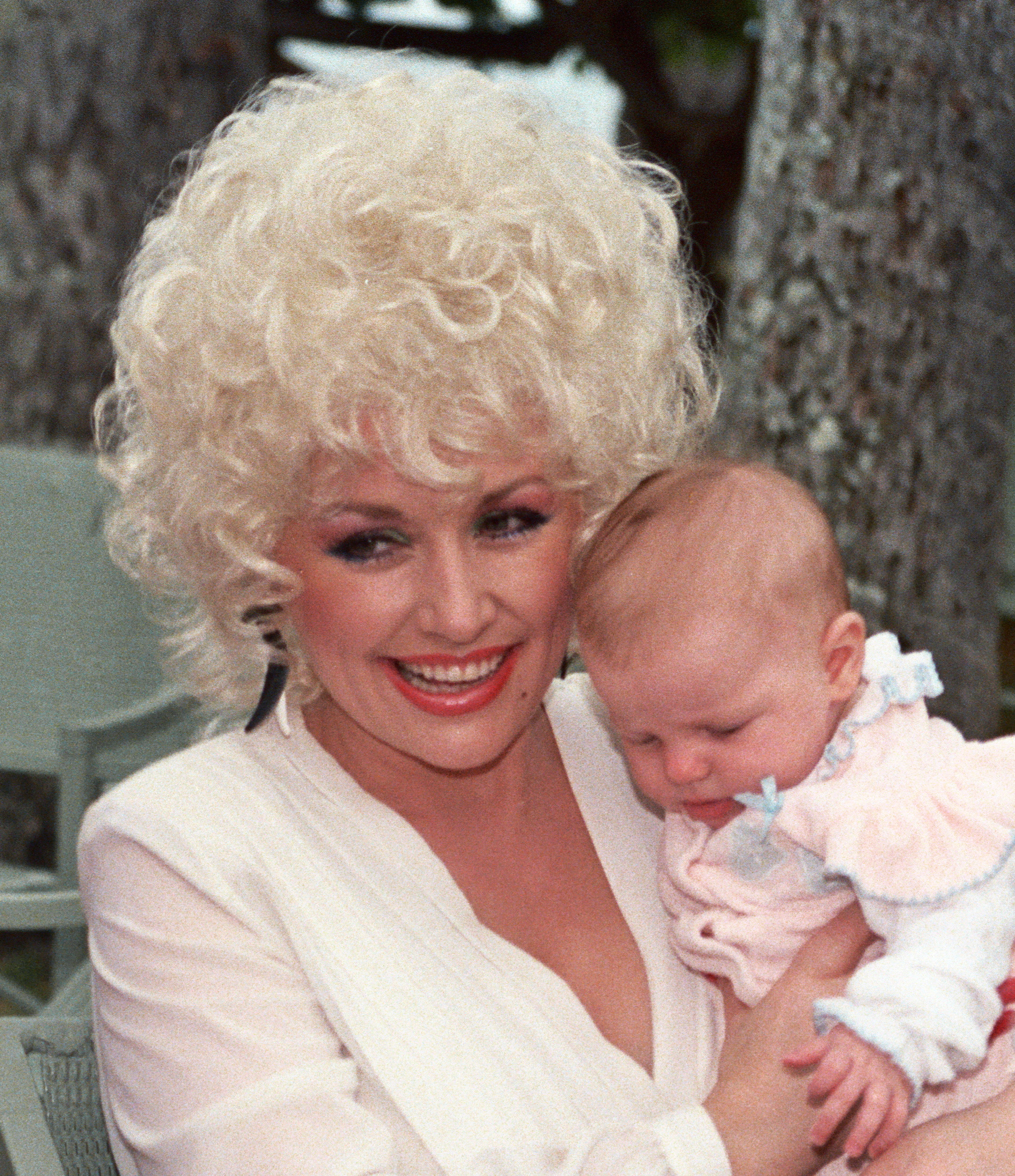
Dolly Parton v Honolulu na Hawaii, 1983.

V roce 1967 po úspěchu skladby Put It Off Until Tomorrow z roku 1966, kterou Dolly napsala pro Billa Phillipse (dosáhl s ní 6. příčku v country žebříčku), jí její vydavatelství povolilo nahrát dva country singly Dumb Blonde (jeden z mála, kterých není autorkou) a Something Fishy. První se vyšplhal na 24. místo a druhý na 17. místo v žebříčku a tyto skladby se staly základem pro první kompletní hudební album Dolly Partonové, které vyšlo pod názvem Hello I'm Dolly. V tomtéž roce požádal Porter Wagoner Dolly Parton o spolupráci v jeho televizním programu, věnovaném country žánru. Dolly v něm nahradila odcházející Normu Jean. Zároveň Dolly podepsala smlouvu s vydavatelstvím RCA Victor, u kterého Wagoner nahrával. Od této chvíle začala úspěšná umělecká spolupráce těchto dvou umělců, která přetrvala celá dvě desetiletí. Stali se úspěšnými reprezentanty country žánru jako duet, ale i jako sóloví umělci. Jejich první společný singl, coververze skladby The Last Thing on My Mind od Toma Paxtona, se hned dostal do Top Ten Country a byl prvním a jediným duetem, který slavil takový úspěch v následujících letech.
Patří mezi nejtalentovanější a nejplodnější autorky skladeb ve stylu country. Z jejích, až doteď nahraných bezmála 600 skladeb, 37 získalo ocenění. S Wagonerem nahrávala duety sedm let, když se rozhodla v roce 1974 vydat sólový singl I Will Always Love You. Singl se dostal na první příčku country hitparád, o nahrávku coververze skladby projevil zájem i Elvis Presley. Dolly zpočátku souhlasila, ale jen do doby, dokud Presleyův manažer nedodal, že v případě této nahrávky (coververze) bude Presley vlastnit většinu práv k ní, poté svůj souhlas odvolala. Později Dolly získala více než 6 miliónů dolarů za cover verzi této skladby, kterou nazpívala Whitney Houston pro soundtrack k filmu Bodyguard.

## Zajímavost
První naklonovaná ovce Dolly získala jméno podle slavné americké country zpěvačky. Skupina vědců ve skotském Roslinově institutu ji totiž stvořila z buňky mléčné žlázy a nikdo si prý nedokázal vybavit působivější prsatou ženu, než byla Dolly Partonová.

## Diskografie

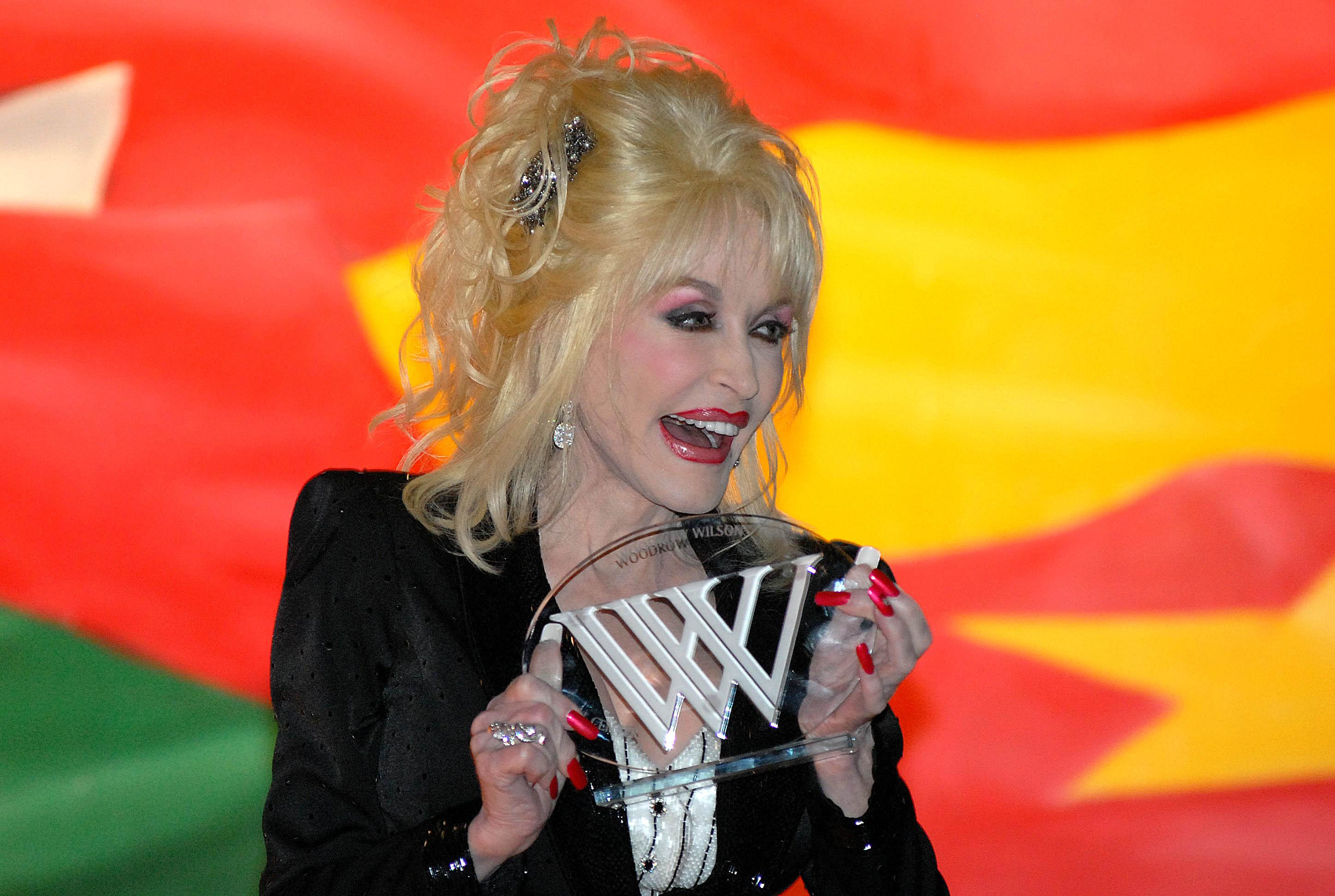
Při přebírání Woodrow Wilson Award v roce 2008

### Alba
- 1967 "Hello, I’m Dolly" (#11 COUNTRY)
- 1967 "Just Between You And Me" (#8 COUNTRY)
- 1968 "Just Because I'm a Woman" (#22 COUNTRY)
- 1968 "Just the Two of Us" #184 U.S. (#5 COUNTRY)
- 1969 "In The Good Old Days (When Times Were Bad)" (#15 COUNTRY)
- 1969 "Always, Always" #162 U.S. (#5 COUNTRY)
- 1969 "My Blue Ridge Mountain Boy" #194 U.S. (#6 COUNTRY)
- 1970 "As Long as I Love" (Monument)
- 1970 "The Fairest of Them All" (#13 COUNTRY)
- 1970 "Porter Wayne and Dolly Rebecca" #137 U.S. (#4 COUNTRY)
- 1970 "A Real Live Dolly" (live album) #154 U.S. (#32 COUNTRY)
- 1970 "Once More" #191 U.S. (#7 COUNTRY)* 1971 "Two of a Kind" #142 U.S. (#13 COUNTRY)
- 1971 "Golden Streets Of Glory" (#22 COUNTRY)
- 1971 "Joshua" #198 U.S. (#16 COUNTRY)
- 1971 "Coat of Many Colors" (#7 COUNTRY)
- 1972 "The Right Combination/Burning The Midnight Oil“ (#6 COUNTRY)
- 1972 "Touch Your Woman" (#19 COUNTRY)
- 1972 "Together Always" (#3 COUNTRY)
- 1972 "My Favorite Songwriter: Porter Wagoner" (#33 COUNTRY)
- 1973 "We Found It" (#20 COUNTRY)
- 1973 "My Tennessee Mountain Home" (#19 COUNTRY)
- 1973 "Love and Music" (#8 COUNTRY)
- 1973 "Bubbling Over" (#14 COUNTRY)
- 1974 "Jolene" (#6 COUNTRY)
- 1974 "Porter ‘n‘ Dolly" (#8 COUNTRY)
- 1974 "Love Is Like A Butterfly" (#7 COUNTRY)
- 1975 "The Bargain Store" (#9 COUNTRY)
- 1975 "In Concert" (koncertný album) (#19 COUNTRY)
- 1975 "Dolly: The Seeker/We Used To" (#14 COUNTRY)
- 1975 "Say Forever You‘ll Be Mine" (#6 COUNTRY)
- 1976 "All I Can Do" (#3 COUNTRY)
- 1977 "New Harvest - First Gathering" #71 U.S. (#1 COUNTRY)
- 1977 "Here You Come Again" #20 U.S. (#1 COUNTRY)
- 1978 "Heartbreaker" #27 U.S. (#1 COUNTRY)
- 1979 "Great Balls of Fire" #40 U.S. (#4 COUNTRY)
- 1980 "Dolly, Dolly, Dolly" #71 U.S. (#7 COUNTRY)
- 1980 "Porter & Dolly" (#9 COUNTRY)
- 1980 "9 to 5 and Odd Jobs" #11 U.S. (#1 COUNTRY)
- 1982 "Heartbreak Express" #106 U.S. (#5 COUNTRY)
- 1982 "Best Little Whorehouse in Texas Soundtrack" #63 U.S. (#5 COUNTRY)
- 1982 "The Winning Hand" #109 U.S. (#4 COUNTRY)
- 1983 "Burlap & Satin" #127 U.S. (#5 COUNTRY)
- 1984 "The Great Pretender" #73 U.S. (#7 COUNTRY)
- 1984 "Rhinestone (film soundtrack)" #135 U.S. (#32 COUNTRY)
- 1984 "Once Upon a Christmas" #31 U.S. (#12 COUNTRY)
- 1985 "Real Love (#9 COUNTRY)
- 1986 "Think About Love" (#54 COUNTRY)
- 1987 "Trio" #6 U.S. (#1 COUNTRY)
- 1987 "Rainbow" #153 U.S. (#18 COUNTRY)
- 1989 "White Limozeen" (#3 COUNTRY)
- 1990 "Home for Christmas" (#74 COUNTRY)
- 1991 "Eagle When She Flies" #24 U.S. (#1 COUNTRY)
- 1992 "Straight Talk (filmový soundtrack)" #138 U.S. (#22 COUNTRY)
- 1993 "Slow Dancing With the Moon" #16 U.S. (#4 COUNTRY)
- 1993 "Honky Tonk Angels" #42 U.S. (#6 COUNTRY)
- 1994 "Heartsongs: Live From Home" (koncertní album) #87 U.S. (#16 COUNTRY)
- 1995 "Something Special" #54 U.S. (#10 COUNTRY)
- 1996 "Treasures" #122 U.S. (#21 COUNTRY)
- 1998 "Hungry Again" #167 U.S. (#23 COUNTRY)
- 1999 "Trio 2 (album)" #62 U.S. (#4 COUNTRY)
- 1999 "The Grass Is Blue" #198 U.S. (#24 COUNTRY)
- 2001 "Little Sparrow" # 97 U.S., #30 UK (#12 COUNTRY)
- 2002 "Halos & Horns" #58 U.S., #37 UK (#4 COUNTRY)
- 2003 "Just Because I'm A Woman: Songs of Dolly Parton" #55 U.S. (#6 COUNTRY)
- 2003 "For God And Country" #167 U.S. (#23 COUNTRY)
- 2004 "Live and Well" (live album) #161 U.S. (#22 COUNTRY)
- 2005 "Those Were The Days" #48 U.S. (#9 COUNTRY) #35 UK (#2 UK Country)
- 2008 "Backwoods Barbie" #17 U.S. (#2 COUNTRY); #35 UK
- 2011 "Better Day" #51 U.S. (#11 COUNTRY); #9 UK (#1 UK COUNTRY)
- 2014 "Blue Smoke"

### Kompilace
- 1970 "The Best Of Dolly Parton" (RCA) (#12 COUNTRY)
- 1971 "The Best Of Porter Wagoner and Dolly Parton" (RCA) (#7 COUNTRY)
- 1972 "The World of Dolly Parton" (Monument)
- 1973 "Mine" (RCA/Camden)
- 1975 "I Wish I Felt This Way at Home" (RCA/Camden)
- 1975 "Best Of Dolly Parton (Vol. 2)" (RCA) (#5 COUNTRY)
- 1978 "In the Beginning" (Monument)
- 1982 "Dolly Parton's Greatest Hits" (RCA) #77 U.S. (#7 COUNTRY)
- 1987 "The Best There Is" (RCA)
- 1993 "The RCA Years" (RCA; boxed set)
- 1996 "I Will Always Love You and Other Greatest Hits" (RCA) (#47 COUNTRY)
- 1997 "A Life in Music - Ultimate Collection" #38 UK
- 1999 "Super Hits"
- 2001 "Gold - The Hits Collection" #23 UK
- 2001 "Mission Chapel Memories: 1971 - 1975" (Raven)
- 2003 "Ultimate Dolly Parton" #130 U.S., #17 UK (#20 COUNTRY)
- 2005 "The Essential Dolly Parton" (RCA/Legacy)
- 2006 "The Acousitc Collection: 1999-2002" (Blue Eye/Sugar Hill)
- 2007 "The Very Best of Dolly Parton" #8 UK
- 2007 "The Very Best of Dolly Parton, Vol. 2"
- 2007 "16 Biggest Hits"

## Filmografie
- 9 to 5 (1980)
- The Best Little Whorehouse in Texas (1982)
- Rhinestone (1984)
- Ocelové magnólie (1989)
- Straight Talk (1992) - Haló, tady Shirlee (1992)
- The Beverly Hillbillies (1993)
- Frank McKlusky, C.I. (2002)
- Miss Congeniality 2: Armed and Fabulous (2005)

## Televize

### Televizní filmy
- A Smoky Mountain Christmas (1986)
- Wild Texas Wind (1991)
- Big Dreams and Broken Hearts: The Dottie West Story (1995)
- Naomi and Wynonna: Love Can Build a Bridge (1995)
- Get To The Heart: The Barbara Mandrell Story (1997)
- Unlikely Angel (1996)
- Blue Valley Songbird (1999)
- Jackie's Back (1999)

### Televizní seriály
- Heavens to Betsy (1994)
- Hannah Montana (2006)
- Rupaul's Drag Race (2020)
- The Orville (Sings "Try" S03E08) (2022)

### Dokumenty
- The Nashville Sound (1970)
- Heartsong (1994)
- CMT Backstory- Dolly Parton (2001)
- Our Country (2002)
- Uncut: The True Story of Hair (2002)
- Travel Channel American Roadtrip: Dollywood (2002)
- E! True Hollywood Story- Dolly Parton (2005)
- Chasing Rainbows (2005)
- A&E Biography- Dolly Parton (2006)
- CMT Greatest Moments - Dolly Parton (2006)
- For the Love of Dolly - Dolly Parton (2006)